# 社会摇
社会摇，2010年代在中国的短影音平台上几度流行的一种舞蹈形式与网络文化。

## 发展
“社会摇”至少在2014年就已流行于中国大陆互联网，中国青年报在报道中介绍为“晃动双肩，甩动双手。点头，扭腰，下蹲，踢腿……加之节奏感极强的重鼓电音”、“没有固定的动作，只需跟着音乐节奏随意摇摆，想怎么摇就怎么摇。”，其中武汉大学新闻与传播学院研究生关源认为，“社会摇”是广告艺术与网络流行文化的一种共生物，并将“社会摇”文化的走红归于2014年6月美拍开启“全民社会摇”专区。